# 四フッ化プルトニウム
四フッ化プルトニウム または フッ化プルトニウム(IV) は化学式 PuF4 で表されるプルトニウムとフッ素の化合物である。他のプルトニウム化合物と同様に、核拡散防止条約の監視対象物質である。.
四フッ化プルトニウムをバリウムやカルシウム、リチウムとともに1200 ℃に加熱すると金属プルトニウムが得られる。
{\displaystyle {\ce {PuF4\ + 2Ba -> 2BaF2\ + Pu}}}
{\displaystyle {\ce {PuF4\ + 2Ca -> 2CaF2\ + Pu}}}
{\displaystyle {\ce {PuF4\ + 4Li -> 4LiF\ + Pu}}}